# Golf under sommer-OL 2024
Golf under Sommer-OL 2024 blev afviklet på Le Golf National,  som ligger i byen Guyancourt lidt vest for Versailles fra 1. – 4. august (herrer) og 7. – 10. august (damer).

## Turneringsformat
Konkurrencerne blev afviklet efter de almindelige golfregler, som et 72 hullers individuelt slagspil for både damer og herrer. I hver konkurrence deltager der 60 spillere.

## Medaljefordeling

### Medaljetabel
*   Værtsnation ( Frankrig)
| Rank           | NOC            | Guld | Sølv | Bronze | Total |
| -------------- | -------------- | ---- | ---- | ------ | ----- |
| 1              | New Zealand    | 1    | 0    | 0      | 1     |
| 1              | USA            | 1    | 0    | 0      | 1     |
| 3              | Tyskland       | 0    | 1    | 0      | 1     |
| 3              | Storbritannien | 0    | 1    | 0      | 1     |
| 5              | Kina           | 0    | 0    | 1      | 1     |
| 5              | Japan          | 0    | 0    | 1      | 1     |
| Total (6 NOCs) | Total (6 NOCs) | 2    | 2    | 2      | 6     |

### Medaljevinderne
| Event  | Guld                    | Sølv                             | Bronze                   |
| ------ | ----------------------- | -------------------------------- | ------------------------ |
| Herrer | Scottie Scheffler · USA | Tommy Fleetwood · Storbritannien | Hideki Matsuyama · Japan |
| Damer  | Lydia Ko · New Zealand  | Esther Henseleit · Tyskland      | Lin Xiyu · Kina          |